# ايوان هندرسون
ايوان هندرسون (بالإنجليزية: Ewan Henderson)‏ هو لاعب كرة قدم بريطاني، ولد في 27 مارس 2000. لعب مع نادي سلتيك.

## وصلات خارجية
- ايوان هندرسون على موقع الاتحاد الأوربي (الإنجليزية)
- ايوان هندرسون على موقع الاتحاد الإسكتلندي (الإنجليزية)
- ايوان هندرسون على موقع قاعدة بيانات كرة القدم.إي يو (الإنجليزية)
- ايوان هندرسون على موقع Soccerbase.com (لاعب) (الإنجليزية)
- ايوان هندرسون على موقع Soccerway.com (الإنجليزية)
- ايوان هندرسون على موقع عالم كرة القدم.نت (الإنجليزية)